# Jürgen Wullenwever

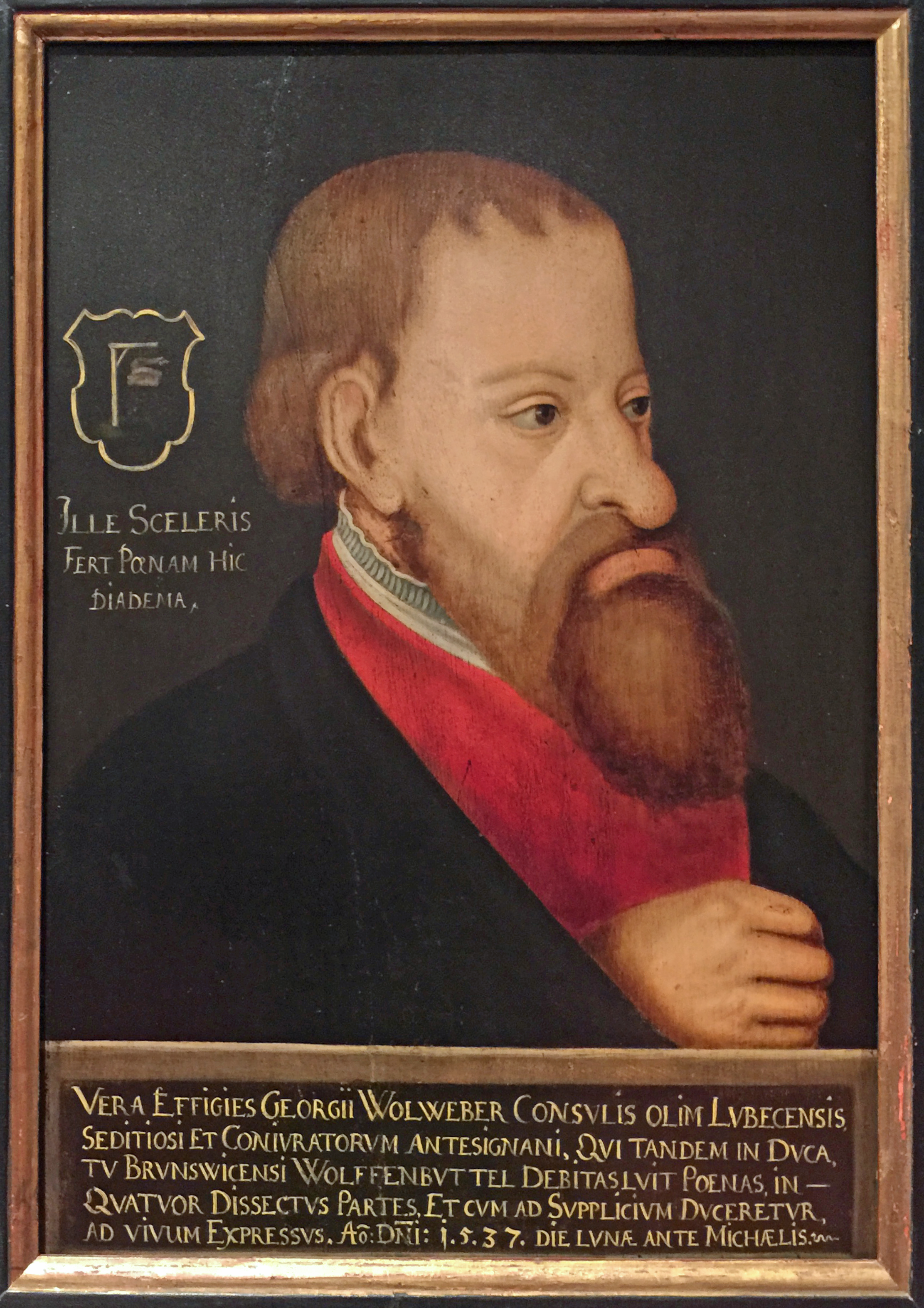
Spott-Porträt Jürgen Wullenwevers, 1537 (St.-Annen-Museum, Lübeck)

Jürgen Wullenwever (* wohl 1488 in Hamburg; † 24. September 1537 in Wolfenbüttel) war ein deutscher Kaufmann und von 1533 bis 1535 Lübecker Bürgermeister. Die nach ihm benannte Wullenweverzeit war mit innerstädtischen Unruhen verbunden, und seine Außenpolitik besiegelte den Niedergang der Bedeutung Lübecks als Haupt der Hanse.
In Hamburg geboren, zog Wullenwever 1525 in die Hansestadt Lübeck, wo er sich ab Anfang 1530 für die Forderungen der lutherischen Bürger einsetzte. Ab April 1530 war er Mitglied im Bürgerausschuss und schon bald darauf dessen Sprecher. Es gelang, noch im selben Jahr die Reformation und damit eine bessere Teilhabe der Bürger in der Verwaltung von Stadt und Kirche durchzusetzen. Die Weigerung des Rats, mit dem Ausschuss zusammenzuarbeiten, führte 1531 zu Unruhen, auf die Wullenwever mit einer Ratsumbildung antwortete. Er selbst gelangte 1533 in den Rat und war bis 1535 Bürgermeister. Um die bedrohte wirtschaftliche Stellung Lübecks zu sichern, begann er 1533 einen Kaperkrieg gegen die Niederlande. Zudem versuchte er, den im Frieden von Stralsund von 1370 begründeten Einfluss der Hanse auf die dänische Krone wiederherzustellen, und löste damit 1534 die Grafenfehde gegen den dänischen König Christian III. aus. Als die Lübecker Niederlage absehbar war, sank seine Beliebtheit in der Stadt. Im Sommer 1535 beugten sich Rat und Bürgerausschuss einem kaiserlichen Mandat, das die Wiederherstellung der vorherigen Verhältnisse erzwang. Als einzige Reform blieb der lutherische Gottesdienst bestehen. Wullenwever trat im August 1535 von allen seinen Ämtern zurück. Im November 1535 wurde er vom Erzbischof von Bremen gefangen genommen und nach längerer Gefangenschaft und peinlichem Verhör im September 1537 in Wolfenbüttel hingerichtet.
Wullenwever und sein Wirken wurden schon von seinen Zeitgenossen zwiespältig beurteilt. Ab dem 19. Jahrhundert beschäftigten sich Historiker mit Wullenwever und seiner Politik, wobei besonders Georg Waitz’ dreibändiges Werk Lübeck unter Jürgen Wullenwever und die europäische Politik von 1855/56 mit zahlreichen beigegebenen Quellen zu nennen ist. Zur selben Zeit wurde er zur literarischen Gestalt. Die meisten Autoren stilisierten ihn zum Kämpfer und Märtyrer für die gute Sache, wodurch er zur Verkörperung ihrer eigenen Weltsicht wurde. So zeichneten ihn Schriftsteller in der Mitte des 19. Jahrhunderts als Vertreter des deutschen evangelischen Bürgertums, in den 1920er Jahren wurde er zum Sozialrevolutionär erklärt und in der DDR zum Klassenkämpfer.

## Leben

### Familie
Wullenwevers Vater Johann Wullenwever stammte aus einer Perleberger Kaufmannsfamilie und ließ sich um 1481 als Wandschneider in Hamburg nieder, wo er durch seine Eheschließung mit Anneke Schroder (1460–1488), Tochter des Goldschmieds, Münzmeisters und Wandschneiders Hans Schroder, zu Wohlstand gelangte. Jürgen Wullenwever als der jüngste der drei Söhne muss spätestens im Todesjahr seiner Mutter 1488 geboren sein. Johann Wullenwever heiratete 1491 ein zweites Mal, war aber bereits 1500 verstorben. Seine zweite Frau Beke von Minden, geb. Nanne, eine Witwe aus einer der ältesten Hamburger Ratsfamilien, überlebte ihn.
Wullenwevers Bruder Joachim (1486–1558) hatte 1520 oder kurz zuvor von König Christian II. die Färöer als Lehen erhalten. Das bedeutete ein Monopol auf den Handel mit den Inseln sowie die Zollrechte. Er war der Erste, dem diese Privilegien erteilt wurden, möglicherweise als Belohnung für (finanzielle) Unterstützung des Königs im Kampf um die Anerkennung der Kalmarer Union in Schweden. Als 1521 und 1524 jeweils neue Gouverneure für die Inseln eingesetzt wurden, vertrieb Wullenwever sie mit Gewalt. Unter Friedrich I. verlor er das Monopol 1525. In Hamburg beteiligte er sich bei der dortigen Einführung der Reformation und gehörte 1528 zu den ersten Oberalten. Ab 1529 teilte er sich mit einem anderen Hamburger Kaufmann die Privilegien auf den Färöern und soll angeblich auch dort die Reformation eingeführt haben. Ab 1533 war er Ratsherr in Hamburg, wurde aber 1536 im Zusammenhang mit dem Sturz seines Bruders in Lübeck abgesetzt. Er war dreimal verheiratet, hinterließ aber keine Nachkommen.
Der vermutlich älteste Bruder Hans war Kaufmann, 1542 Bürgermeister von Perleberg und zeitweise auch in Lübeck ansässig. Die Halbschwester Geske aus der zweiten Ehe des Vaters heiratete den Hamburger Goldschmied Ludeke Munster, war aber 1525 schon verwitwet, weshalb ihr Halbbruder Jürgen ihr Vormund wurde.

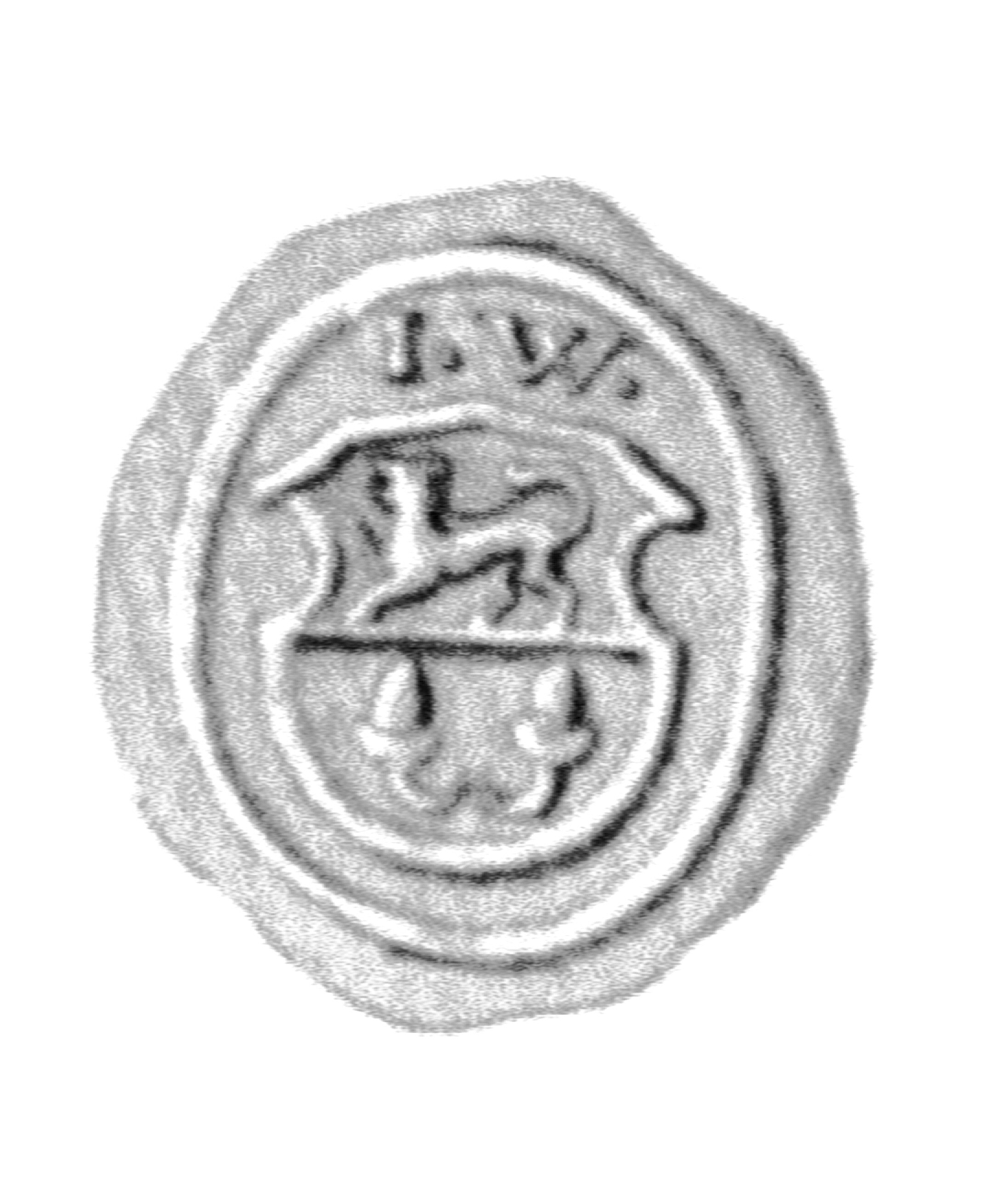
Siegel Jürgen Wullenwevers, um 1533

Jürgen Wullenwever war in Hamburg als Kaufmann Mitglied der Schonenfahrergesellschaft. Um 1524 übersiedelte er nach Lübeck. Etwa zu dieser Zeit heiratete er die Lübecker Kaufmannswitwe Elisabeth Borchdorf, geb. Pynne, die mütterlicherseits aus der Patrizierfamilie Greverade stammte. Das kinderlose Paar lebte im Haus ihres Schwagers Hinrich von Brame in der Königstraße 75. Sein Nachbar war dort der Schwedenkaufmann Harmen Israhel, seit Anfang der 1520er Jahre einer der führenden Männer unter den Lübecker Anhängern Martin Luthers. Wullenwever trat der Gesellschaft der Nowgorodfahrer bei, als deren Ältermann er bereits 1525 erwähnt wurde, als er zu der Lübecker Abordnung gehörte, die bei der Hinrichtung des Seeräubers Claus Kniphoff in Hamburg anwesend war. Er war Mitglied der an der Maria-Magdalenen-Kirche angesiedelten, sich aus der kaufmännischen Oberschicht rekrutierenden Antoniusbruderschaft.

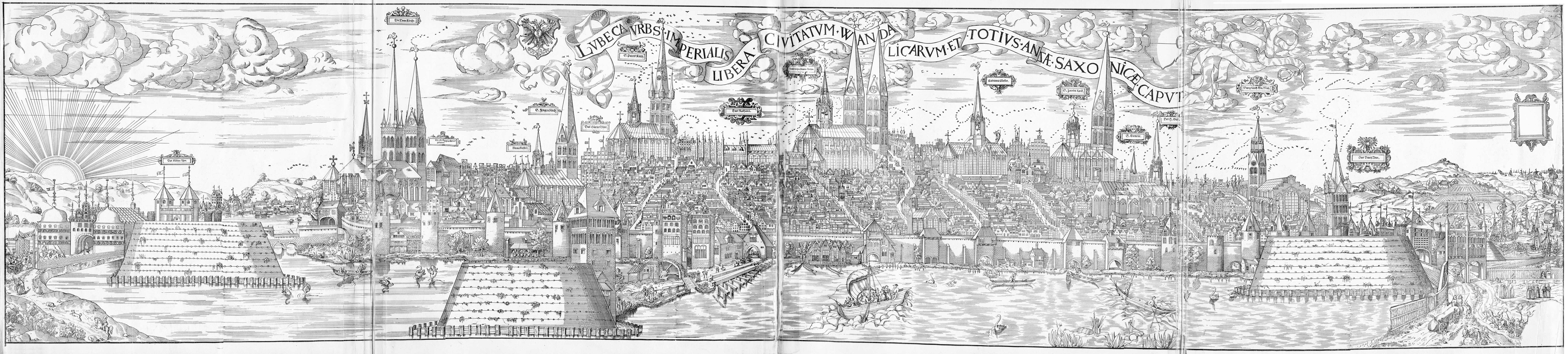
Lübecker Stadtansicht des Elias Diebel, 1552

Die später verbreitete Annahme, dass Wullenwever weder ein Grundstück in der Stadt noch das Bürgerrecht besaß und somit unrechtmäßig in den Ausschuss gewählt worden war, beruht auf einem in der Chronik von Reimar Kock zitierten Ausspruch der Ratsherren Konrad Wibbeking und Hinrich Castorp von 1530, die Wullenwever das Bürgerrecht nicht „vergönnt“ hätten. Zwar gibt es dafür, dass Wullenwever Grundbesitz in der Stadt hatte, tatsächlich keinen Beleg in den Quellen, beispielsweise im Oberstadtbuch, doch Urkunden von 1526 und 1529 bezeichnen ihn als „boseten borger“, als Vollbürger mit Grundbesitz. Rainer Postel betont zudem, dass Wullenwever als Ältermann einer bürgerlichen Bruderschaft und Ehemann einer Kaufmannstochter und -witwe Bürger gewesen sein muss. Auch die auf Waitz zurückgehende Darstellung von Wullenwever als sozialem Aufsteiger „aus niedrigen Verhältnissen“ konnte Heinrich Wullenwever mit dem Nachweis, dass Jürgen Wullenwever einer ratsfähigen Kaufmannsfamilie entstammte, widerlegen.

### Politischer Aufstieg bei der Durchsetzung der Reformation
Ab etwa 1522 verbreitete sich Martin Luthers Lehre zunächst in den Kreisen jüngerer Kaufleute. Neben Harmen Israhel gehörten zu diesen sogenannten „Martinianern“ der Salzkaufmann Johann Sengestake und sein Stiefsohn Jürgen Benedicti, einer der ersten Schüler von Philipp Melanchthon. Der konservative Rat, der auch familiär eng mit der führenden Geistlichkeit, den Domherren, verbunden war, versuchte die Ausbreitung der neuen Lehre zu unterdrücken und ließ 1524 lutherische Schriften verbieten und unliebsame Prediger ausweisen. Trotzdem wandten sich immer mehr Bürger der lutherischen Lehre zu. Gleichzeitig wuchs die Unzufriedenheit mit der Politik des Rats, der für seine Steuerforderungen mit den für die Teilnahme am Schwedischen Befreiungskrieg 1523 gemachten hohen Schulden argumentierte, ohne den Bürgern Rechenschaft über die städtischen Finanzen zu gewähren. Dass die Geistlichkeit nicht im selben Maß zu den Sondersteuern herangezogen wurde, führte zur Verärgerung in der „Gemeine“, der Bürgerschaft. Als Vertreter für die Verhandlungen mit dem Rat um die neuen Abgaben wählten die Bürger Ausschüsse, die sich je zur Hälfte aus ratsfähigen „Junkern“, also Patriziern, und Kaufmännern sowie aus nicht ratsfähigen Mitgliedern der Handwerksämter rekrutierten. Über Jahre gelang jedoch keine Einigung, weil sich der Rat weigerte, die Höhe der Schulden offenzulegen. Die Bürger dehnten ihre Forderungen 1528/29 auf „gude predikanten“, also evangelische Prediger, aus. Ende 1528 erwirkte der Lübecker Bischof Heinrich Bockholt aber vom Rat die Absetzung der lutherischen Prediger Andreas Wilms und Johann Walhoff. Die folgenden Unruhen, zu denen auch Störungen von Messen und Prozessionen durch den Gesang von Lutherliedern gehörten, zogen sich durch das gesamte Jahr 1529.

Epitaph für Johann Walhoff (zerstört beim Luftangriff auf Lübeck am 29. März 1942)

Neben der nach wie vor ungeklärten Steuerfrage erregte im Sommer 1529 der Abschluss des Reichstags zu Speyer Unruhe, dass trotz der Protestation der evangelischen Fürsten und Reichsstädte das Wormser Edikt durchgesetzt werden sollte. Die Lübecker Lutheranhänger machten sich angesichts des angedrohten kaiserlichen Eingreifens Sorgen um ihre Sicherheit. Zwar berief der Rat Wilms und Walhoff Anfang Januar 1530 zurück, doch diese heizten mit ihren Predigten die Stimmung weiter auf. Nun wurden auch Forderungen nach Einführung des Laienkelchs und Abschaffung der katholischen Zeremonien laut. In diesen Zusammenhang fiel Wullenwevers erster politischer Auftritt: Er gehörte zu den sechzehn Bürgern, die Anfang 1530 mit dem Rat über besseren Schutz der Evangelischen verhandelten. Wullenwever hatte sich damals offenbar bereits einen Namen als Lutheraner und vor allem als guter Redner gemacht, wobei, wie schon Waitz herausstellte, die meisten Überlieferungen über seine Tätigkeit bis Anfang 1530 als „unverbürgte Sage“ anzusehen seien.
Unter Berufung auf die dem gesamten Reich auferlegte Türkensteuer drängte der Rat nun verstärkt auf die Genehmigung der Steuern. Die Bürger forderten als Gegenleistung erneut mehr Mitspracherecht und evangelische Prediger. Im April 1530 einigten sich Rat und Gemeinde auf neue Einfuhrzölle und eine Bierakzise, die von allen Stadtbewohnern, auch den Geistlichen, zu entrichten waren, und vereinbarten im Gegenzug „ausgewogene Reformmaßnahmen“. Die Bürger wählten einen neuen Ausschuss mit 64 Mitgliedern, die als sogenannte „Kistensitzer“ die Einzahlungen überwachen sollten. In diesen Ausschuss wurde Wullenwever gewählt und verdrängte schnell Harmen Israhel als Wortführer. In den folgenden Monaten schlossen sich immer mehr Lübecker, darunter auch einige Geistliche, der lutherischen Lehre an. Noch bevor die Steuerzahlung begann, setzte die Gemeinde am 30. Juni 1530 die Einführung der Reformation durch. Die Wertsachen aller Kirchen und Klöster wurden bis auf die für die evangelische Eucharistiefeier notwendigen Gefäße beschlagnahmt und in der Tresekammer der Marienkirche gesammelt. Johannes Bugenhagen wurde eingeladen, um eine Kirchenordnung auszuarbeiten. Über den 64er-Ausschuss, der nunmehr als ständige, verfassungsmäßige Bürgervertretung neben dem Rat stand, und neugeschaffene Ämter wie die Kirchenältesten erhielten die Bürger mehr Einfluss.
Der Rat hatte diese Zugeständnisse allerdings nur in der Hoffnung gemacht, dass der Reichstag zu Augsburg sie für ungültig erklären würde. Bereits im Juni 1530 war der Jurist Heinrich Brömse, ein Bruder des Bürgermeisters Nikolaus Brömse, heimlich als Gesandter nach Augsburg gereist, um Kaiser Karl V. von den Reformplänen der Evangelischen zu informieren und Mandate zur Wiederherstellung der alten Ordnung in Stadt und Kirche zu erwirken. Am 10. Oktober 1530 trafen dann zwei Mandate ein, die der Rat zunächst zurückbehielt, weil er wegen der zu erwartenden Reaktion der Bevölkerung besorgt war. Bei den Lübeckern sprach sich trotzdem schnell herum, dass der Rat Schreiben vom Kaiserhof erhalten hatte. Die Evangelischen, die mittlerweile einen Großteil der Bevölkerung ausmachten, fürchteten das militärische Eingreifen kaisertreuer Mächte und bezichtigten den Rat, gegen das Wohl der eigenen Stadt zu handeln. Aus Sorge, dass der Rat die Stadttore für katholische Truppen öffnen könnte, stellten die evangelischen Bürger eigene Wachen auf. Wiederholt sprach Wullenwever als Sprecher der 64er beim Rat vor, ehe am 12. Oktober 1530 sämtliche Bürger in den großen Ratsaal eingeladen wurden, während sich auf dem Markt eine große Menge der übrigen Einwohner versammelte. Das Mandat an den Rat verbot wie befürchtet das Luthertum und stellte die Unterstützung des Kaisers und katholischer Fürsten in Aussicht. Das Mandat an die Bürger verlangte die Auflösung des Ausschusses. Wullenwever erklärte daraufhin diese im Namen der Ausschussbürger und im Gehorsam gegen den Kaiser. Als das bekannt wurde, kam es zu Unruhen. Die „Gemeine“ stellte eine Liste von Forderungen an den Rat auf, auf der neben der Fortführung der Reformation auch politische Mitwirkung stand. Bei den Verhandlungen am folgenden Tag, bei denen Wullenwever als einer der Sprecher der „Gemeine“ auftrat, sah sich der Rat gezwungen, sich nicht nur hinter den Ausschuss zu stellen, sondern auch der Forderung nach Beteiligung der Bürger an den meisten Gebieten der Stadtpolitik nachzukommen. Nur den Einblick in die städtischen Finanzen verweigerte der Rat nach wie vor. Die Verwaltung der kirchlichen Institutionen und Güter gingen in die Hände gewählter bürgerlicher Vorsteher über. Zur Unterstützung der 64 wurde ein zweiter Ausschuss mit hundert Mitgliedern gewählt. Zu den von den Ausschüssen gewählten Sprechern, die gleichberechtigt mit den vier Bürgermeistern über das weitere Vorgehen verhandeln sollten, gehörte auch Wullenwever. Am 18. Februar 1531 fand eine Versöhnungszeremonie statt, bei der sich die Bürgermeister und die Ausschusssprecher demonstrativ gegenseitig Unterstützung zusicherten.

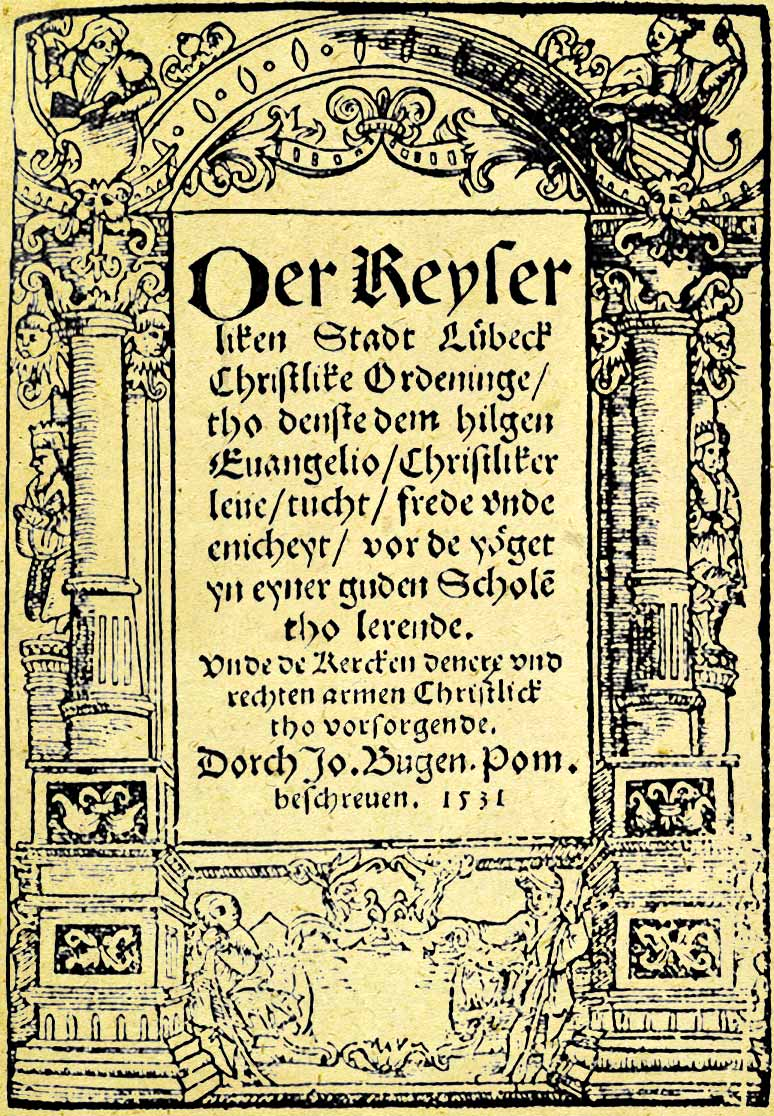
Titelblatt der Lübecker Kirchenordnung

Im Frühjahr 1531 war die Kirchenordnung fertiggestellt. Die Stadt beschloss, sich dem Schmalkaldischen Bund anzuschließen. Aus Protest dagegen verließen am Karsamstag, dem 8. April 1531, zwei der vier Bürgermeister, Nikolaus Brömse und Hermann Plönnies, heimlich die Stadt und begaben sich zunächst zu dem Mecklenburger Herzog Albrecht VII., einem erklärten Gegner der Reformation, und von dort an den Hof Kaiser Karl V., um ihn um Hilfe gegen die reformatorischen Kräfte zu ersuchen. Das erst wenige Wochen vorher wiederhergestellte Vertrauen der inzwischen mehrheitlich evangelischen Bürger in den Rat war damit endgültig zerstört. Einige wollten den Rat ganz auflösen, doch Wullenwever empfahl mit Verweis auf ein angebliches Mandat des Stadtgründers Heinrich des Löwen, ihn durch Mitglieder des Bürgerausschusses zu ergänzen. Die bisherige Tradition der Selbstergänzung des Rats ignorierte er und ließ neun Namen auf Zettel schreiben, von denen Mattheus Packebusch, der älteste der verbliebenen Bürgermeister, sieben ziehen musste. Die Kandidaten waren  ausschließlich nichtpatrizische Kaufmänner aus den Ausschüssen. Namen von Handwerkern, die zwar die Hälfte der Ausschüsse ausmachten, aber nach der geltenden Ratsordnung in Lübeck nicht ratsfähig waren, befanden sich nicht auf den Wahlzetteln. Obwohl Wullenwevers Name vermutlich auf einem der Lose gestanden hatte, wurde er zur großen Enttäuschung der gesamten Bevölkerung nicht gewählt. Mit der Ratsergänzung bekamen die Ausschüsse nun auch die Finanzverwaltung in die Hände. Am 27. Mai 1531 trat Der keyserlike Stadt Lübeck christlike Ordeninge in Kraft. Damit war die Reformation eingeführt.
Doch nur wenige Wochen später führten weitere von den Brüdern Brömse erwirkte kaiserliche Mandate, die alle Veränderungen verboten, zu neuen Unruhen. Am 9. September 1531 drängte Wullenwever den Rat zur förmlichen Absetzung der entwichenen Bürgermeister und zur Neubesetzung der Posten durch Gotthard von Hoeveln und den erst kurz zuvor aus dem Ausschuss in den Rat gelangten Gottschalck Lunte. Die Stimmung gegen die städtische Oberschicht heizte sich weiter auf und entlud sich vier Tage später in Plünderungen und Zerstörungen, deren Ziel besonders Brömses Haus, das Haus der Zirkelgesellschaft und die Olausburg waren. Alle Bruderschaften und Kompanien lösten sich auf. Im November 1531 gelang es Wullenwever, einen Vertrag mit dem Domkapitel durchzusetzen, der dessen Enteignung gleichkam.

### Kampf um Lübecks wirtschaftliche Vormachtstellung
Der Friede von Stralsund von 1370 hatte der Hanse eine Monopolstellung im Ostseehandel verschafft. Durch die Erstarkung der Territorialstaaten geriet der Städtebund jedoch im Laufe des 15. Jahrhunderts ins Hintertreffen. Gleichzeitig wurden die Schiffe größer und die Navigation besser, so dass die Schifffahrt nicht mehr an die Küsten gebunden war. War in den früheren Jahrhunderten aller Warentransfer von Ost nach West und umgekehrt über den Landweg zwischen Hamburg und Lübeck gegangen und vor allem Lübeck durch das Stapelrecht, Zölle und Umschlaggebühren zu erheblichem Reichtum gelangt, segelten nun die nicht zur Hanse gehörigen Niederländer nördlich um Dänemark herum, um direkt mit den Dänen sowie den östlichen Ostseeanrainern zu handeln. Auch war Dänemark, bisher mit Verträgen an den alleinigen Handel mit Hansekaufleuten gebunden, nicht mehr bereit, sich weiterhin diesem Diktat zu unterwerfen. Lübecks Kaufleute sahen ihre Vormachtstellung und ihren Wohlstand gefährdet.

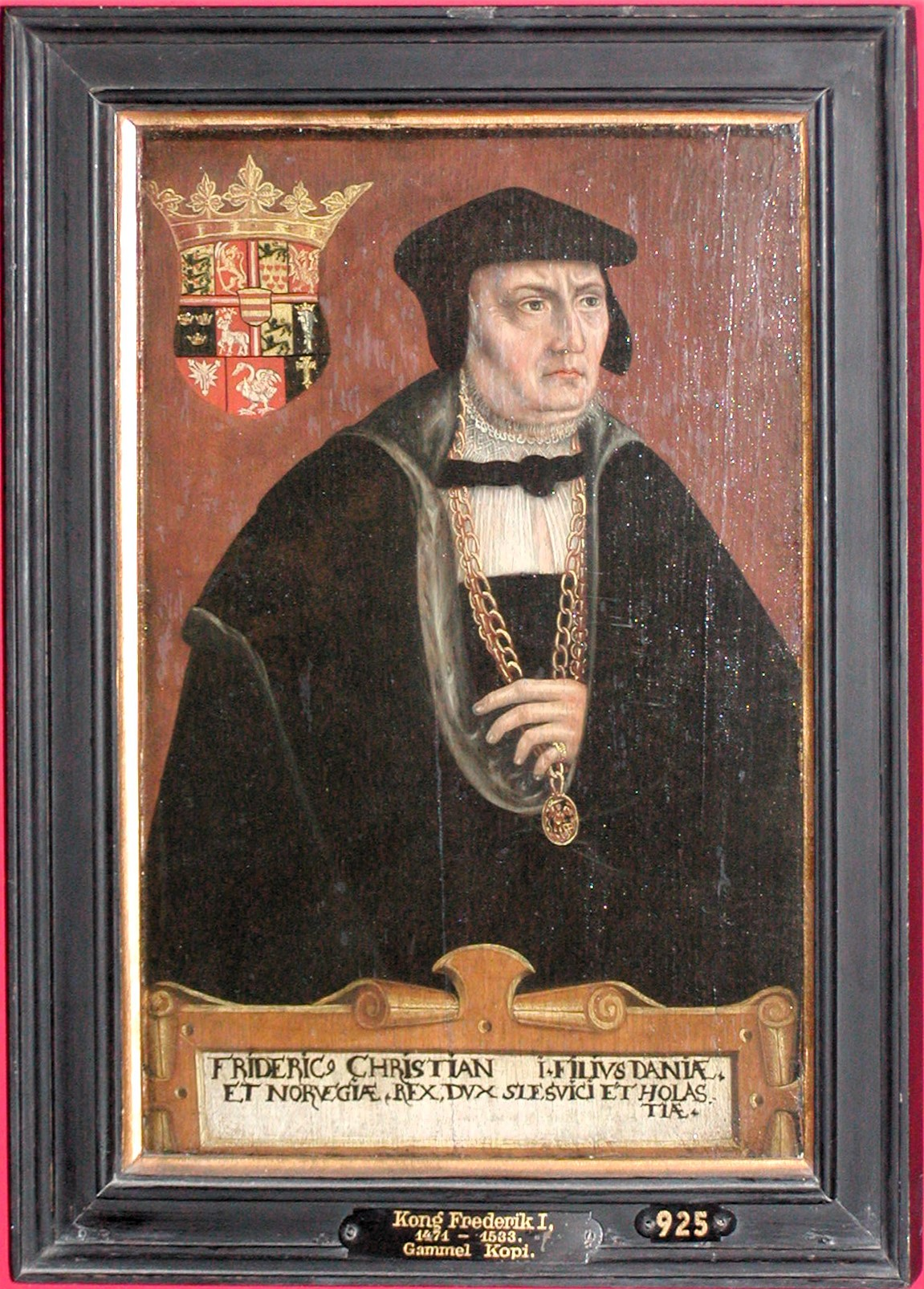
König Friedrich I. von Dänemark und Norwegen

Im Oktober 1531 war der 1523 mit Lübecker Hilfe abgesetzte dänische König Christian II. aus den Niederlanden mit einer Flotte aufgebrochen, um Norwegen zurückzuerobern. König Friedrich I. bat die Hanse um Unterstützung, die aber nur von Lübeck bewilligt wurde. Im März 1532 gelang es einer dänisch-lübeckischen Flotte, die die belagerte Festung Akershus mit Soldaten und Munition versorgte, mehrere der holländischen Schiffe des Angreifers aufzubringen.
Bei der Tagung mit Abgeordneten der wendischen Städte in Kopenhagen, die am 1. April 1532 begann, gehörte Wullenwever als Sprecher der Ausschüsse neben den Ratsherren Nikolaus Bardewik und Godeke Engelstede und dem Sekretär Lambert Becker zur Lübecker Delegation. Es war seine erste außenpolitische Mission. Im Namen der Lübecker Delegation vertrat er die Forderung, dass die Dänen als Gegenleistung nicht nur die alten Privilegien erneuern, sondern zudem den Holländern die Durchfahrt durch den Sund verwehren sollten. Für die Bereitstellung mehrerer Kriegsschiffe und zusätzlicher Mannschaften unterzeichnete Friedrich I. schließlich einen Vertrag, in dem er den Lübecker Forderungen weitgehend nachkam. Becker, der für den Rat einen Bericht über diese Tagung niederschrieb, kritisierte Wullenwevers undiplomatisches Auftreten scharf. Auch mit dem Hamburger Bürgermeister Albert Westede geriet Wullenwever derart in Streit, dass Hamburg fortan seine Geschäftsverbindungen mit den Niederlanden intensivierte. Die Hansestädte der östlichen Ostsee wie Danzig und Riga, die von dem Handel mit den Umlandfahrern profitierten, fühlten sich durch den Vertrag brüskiert. Dieser wurde von dänischer Seite trotz der erfolgreichen Kriegshilfe und Festsetzung des abgesetzten Königs nicht eingehalten.
Durch den Tod von Gottschalk Lunte und den Rücktritt von Mattheus Packebusch verlor der Rat Anfang 1533 gleich zwei Bürgermeister. Bei der folgenden Ratsneuwahl am 21. Februar 1533 gelangte Wullenwever neben acht anderen Ausschussbürgern in den Rat und wurde schon am 8. März erster Bürgermeister. In dieser Funktion schwor er die Bürgerschaft auf härteres Vorgehen gegen die Holländer ein. Für die Aufrüstung ließ Wullenwever die zwei Jahre vorher beschlagnahmten Kirchenschätze einschließlich der goldenen Figuren vom Hauptaltar einschmelzen, insgesamt mehr als 96 Zentner Gold und Silber, dazu etliche Messingleuchter, aus deren Metall Kanonen gegossen wurden. Da die Besitzverhältnisse trotz des Vertrags mit dem Domkapitel vom November 1531 nicht geklärt waren, brachte das Wullenwever bei seinen katholischen Gegnern innerhalb und außerhalb der Stadt den Ruf eines Bilderstürmers ein. Ende März erging ein Fehdebrief an Holland und eine Kaperflotte unter dem neuen Stadthauptmann Marx Meyer lief aus, um die Niederländer aus der Ostsee zu vertreiben.

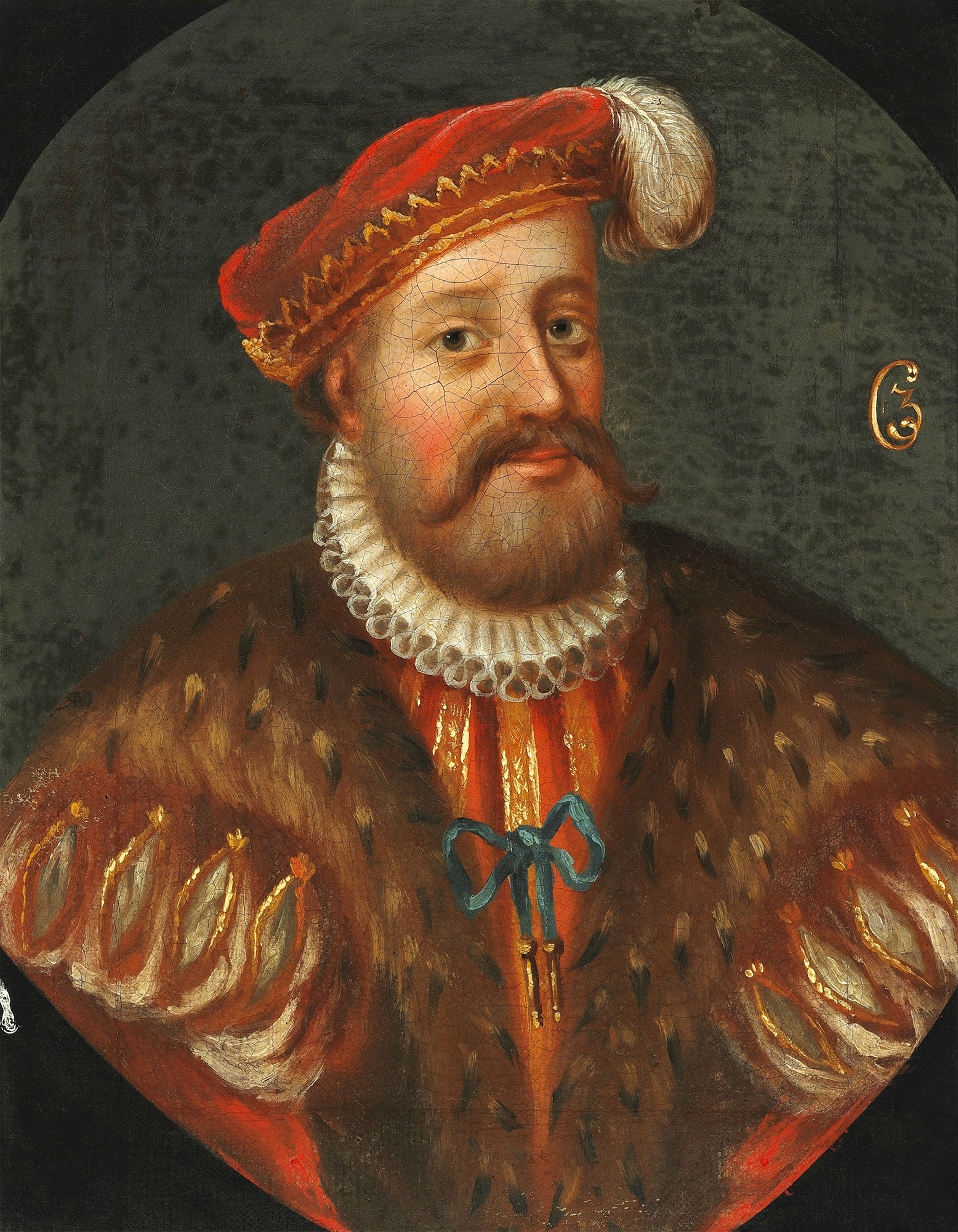
Christian III. von Dänemark und Norwegen

Der dänische König Friedrich starb am 10. April 1533. Während seiner Regierung war er entgegen seiner Handfeste nicht gegen die Verbreitung des Luthertums vorgegangen, sondern hatte sie zusammen mit seinem ältesten Sohn Christian (III.) gefördert. Der Reichsrat, der sich größtenteils aus katholischen Adligen zusammensetzte, und die Bischöfe bevorzugten daher einen der jüngeren Königssöhne, die unter ihrem Einfluss aufgewachsen waren, als Nachfolger, und verzögerten die Königswahl. Wullenwever, erst seit wenigen Wochen Bürgermeister, reiste im Juni 1533 als Beobachter zum Herrentag nach Kopenhagen, bei dem unter anderem über die dänische Thronfolge verhandelt werden sollte. Er bot Herzog Christian die Lübecker Unterstützung an und forderte dafür die Einhaltung des 1532 geschlossenen Vertrags, wurde aber von Melchior Rantzau abgewiesen. Der holsteinische Ritter hatte bereits im Mai 1533 bei Kaiser Karl V. Zustimmung für Herzog Christians Thronansprüche erwirkt. Aus dieser Begegnung erwuchs eine persönliche Feindschaft zwischen Rantzau und Wullenwever. Auf demselben Herrentag kam Wullenwever mit Jörgen Kock, dem lutherischen Bürgermeister von Malmö, in Kontakt, der eine Rekatholisierung Dänemarks befürchtete und für sein Anliegen, einen evangelischen Nachfolger auf dem dänischen Thron, Verbündete suchte. Wie der Kopenhagener Bürgermeister Ambrosius Bogbinder beabsichtigte Kock, seine Stadt aus der Abhängigkeit des Adels zu lösen und zu einer freien Reichsstadt in engerer Anbindung an die Hanse zu machen. Wullenwever versprach seine Unterstützung.
Im August 1533 landete Marx Meyer in England, dessen König Heinrich VIII. Beistand in Aussicht stellte. Die benachbarten wendischen Städte zur Teilnahme zu motivieren, gelang jedoch nicht. Durch die Kaperfahrten war für Monate jeglicher Handel unterbunden, weshalb sich die wenigen benachbarten Hansestädte, die 1532 noch Lübeck unterstützt hatten, nun von Wullenwevers Politik distanzierten, wodurch Lübeck weitgehend isoliert war. Auch in der Stadt selbst, die durch die doppelte Belastung, bei fehlenden Handelseinnahmen Kriegsschiffe stellen zu müssen, am meisten unter dem erfolglosen Kaperkrieg litt, wuchs der Unmut über Wullenwevers Außenpolitik. Dieser ließ jedoch im Januar 1534 jede Kritik am Rat verbieten.
Durch Vermittlung des Hamburger Rats, dem auch Wullenwevers Bruder Joachim angehörte, fanden bei der Tagfahrt der Hansestädte in Hamburg im März 1534 Friedensverhandlungen zwischen Lübeck und den Niederlanden unter Mitwirkung kaiserlicher Gesandter und Abgeordneter in den anderen Hansestädten statt. Schon vor Beginn des Tagung verprellte Wullenwever alle anderen Beteiligten, als er entgegen allen Traditionen zusammen mit Marx Meyer in voller Rüstung und begleitet von sechzig Bewaffneten in Hamburg einritt. Während der Verhandlungen brüskierte er alle mit seiner kompromisslosen Forderung nach der Sperrung des Sunds. Als der am kaiserlichen Hof tätige Jurist Hinrich Brömse, der Bruder des entwichenen Bürgermeisters Nikolaus Brömse, im Namen des Kaisers die Wiederherstellung der alten Ordnung in Lübeck forderte, verließ Wullenwever vorzeitig die Versammlung. Anschließend handelten die verbliebenen Lübecker Vertreter einen auf vier Jahre befristeten Waffenstillstand aus, der keine der Lübecker Forderungen berücksichtigte.
Der junge Ratsherr Anton von Stiten, der ebenfalls der Lübecker Delegation angehört hatte, überholte Wullenwever auf der Rückreise nach Lübeck und informierte Rat und Ausschüsse. Eilig wurde die Bürgerschaft einberufen, aus der nun Forderungen nach Wullenwevers Verhaftung und der sofortigen Beendigung des Krieges laut wurden. Doch der nur wenig später eintreffende Wullenwever brachte die über sein eigenmächtiges Handeln empörte „Gemeine“ durch feurige Reden wieder auf seine Seite. Um weitere Opposition im Keim zu ersticken, verbot er Versammlungen ohne Zustimmung des Ausschusses. Die kritischen Stimmen im Rat schaltete er im April mit einem Verweis auf das Mandat Heinrichs des Löwen aus, nach dem jeweils ein Drittel der Ratsherren für ein Jahr ausscheiden müsse. Auf diese Weise gelang es ihm, fast alle seine Gegner aus dem Rat zu drängen. Die meisten von ihnen verließen die Stadt. Superintendent Hermann Bonnus, der Wullenwevers Vorgehen kritisierte, überbrachte Wullenwever Anfang Mai persönlich das Predigtverbot. Zusammen mit dem Rostocker Syndikus Johann Oldendorp, der im April 1534 zunächst inoffiziell nach Lübeck gewechselt war, und seinen aus dem Ausschuss in den Rat gelangten Anhängern regierte Wullenwever Lübeck nunmehr allein. 

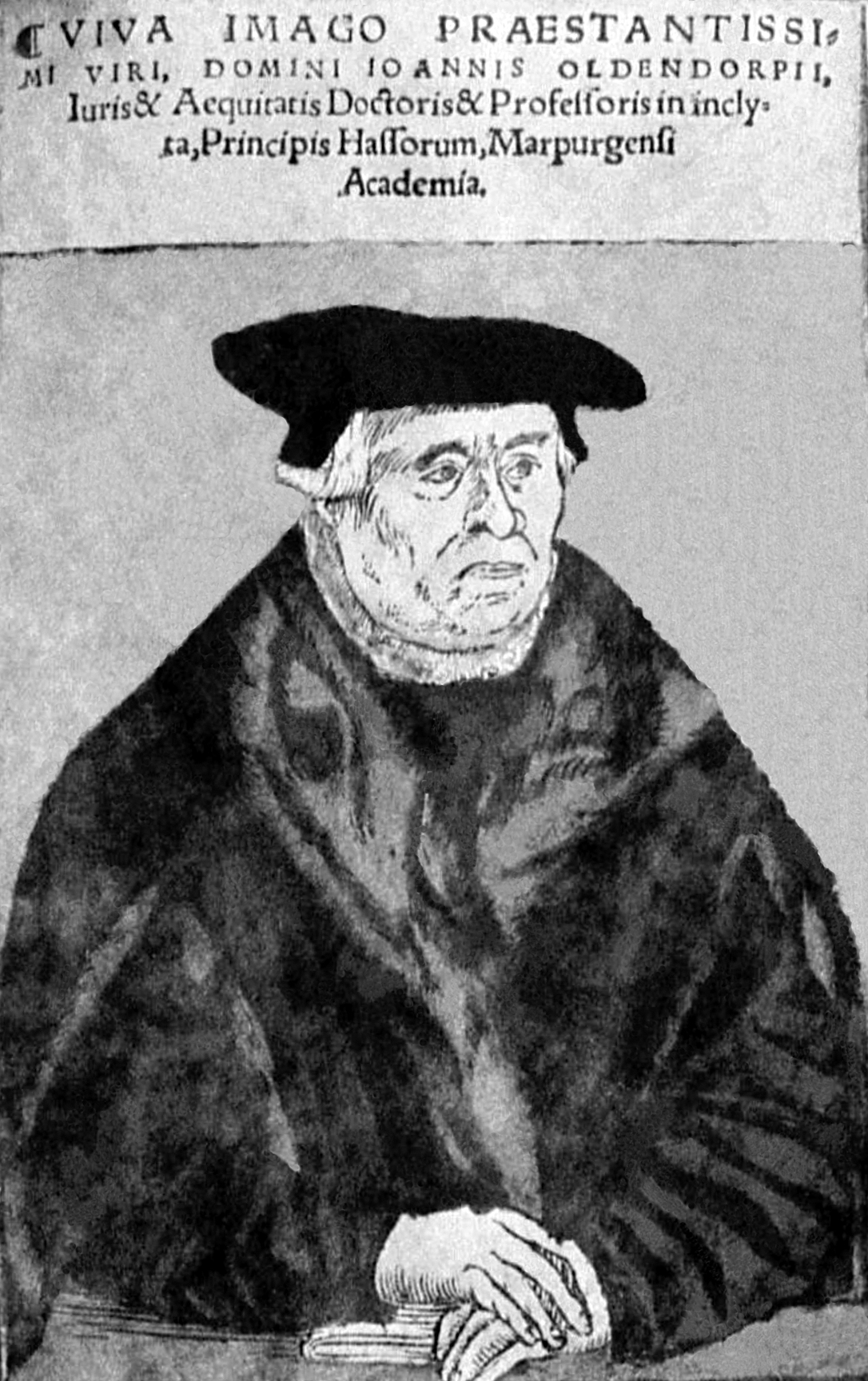
Syndicus Johann Oldendorp (Holzschnitt von 1563)

Allerdings hatte er nicht nur die innenpolitische Opposition erzürnt, sondern sich auch außenpolitisch viele Feinde gemacht, darunter den holsteinischen Adel, der einen Teil der enteigneten Domherren stellte. Wullenwevers arrogantes Auftreten führte zudem dazu, dass der schwedische König Gustav I. Wasa die Handelsprivilegien für Lübecker Kaufleute, die sie 1524 als Dank für ihre Beteiligung am schwedischen Unabhängigkeitskrieg erhalten hatten, aufhob und ein Bündnis mit Dänemark schloss. Davon war besonders Wullenwevers Nachbar Harmens Israhel betroffen, der sich für Gustav Wasas Unterstützung erheblich verschuldet hatte.

### Grafenfehde
Ein Jahr nach dem Tod des Königs Friedrich I. war die Thronfolge in Dänemark noch ungeklärt. Jörgen Kock hatte mit dem Söldnerführer Christoph von Oldenburg Kontakt aufgenommen, einem Bruder der regierenden Grafen von Oldenburg und Cousin sowohl von Herzog Christian als auch des abgesetzten dänischen Königs Christian II., die beide aus dem Haus Oldenburg stammten. Mit Christian II. war er zudem befreundet. Jörgen Kock plante mit ihm die Befreiung des auf Schloss Sonderburg inhaftierten Christian II., von dem er sich eine schnelle Verwirklichung seiner Pläne versprach. Im April 1534 kam Christoph nach Lübeck und bat dort um Unterstützung. Ausschuss, Rat und Gemeinde stimmten geschlossen für den Eintritt Lübecks in den dänischen Erbfolgekrieg, die sogenannte Grafenfehde. Die Lübecker sahen darin eine letzte Chance, die alte wirtschaftliche Vormachtstellung zu erhalten.
Schon bevor Christoph von Oldenburg am 14. Mai 1534 mit seinen Truppen in Lübeck eingetroffen war, war der Lübecker Feldherr Marx Meyer ohne Kriegserklärung in Holstein eingefallen. Seine Überfälle auf Burgen der Familie Rantzau geschahen ohne Wissen der Lübecker Bürgermeister.
Die Verhandlungen mit Christoph von Oldenburg zogen sich dagegen hin. Der Lübecker Rat verlangte von ihm, die Verpflichtung zu unterzeichnen, Lübeck die Schlösser Helsingborg und Helsingør zu überlassen, die den Sundzoll sicherten. Erst Mitte Juni war der Vertrag unterzeichnet worden und der Graf brach mit seinen Truppen auf und eroberte in schneller Folge Seeland und Fünen. Gleichzeitig brachten aufständische Bauern unter Skipper Clement Jütland unter ihre Gewalt. Der Großteil von Dänemark stand damit unter der Kontrolle der Lübecker Verbündeten.
Angesichts dieser Erfolgte plante Wullenwever nun auch, den schwedischen König Gustav Wasa abzusetzen, gegen den es in den zehn Jahren seiner Regierung bereits mehrere Aufstände gegeben hatte. Als Marionettenherrscher von Lübecks Gnaden schwebte ihm der junge schwedische Prinz Svante Stensson Sture vor, den Meyer in Mölln als Geisel genommen hatte. Sture hätte als Sohn des 1520 im Kampf gegen den dänischen König Christian II. gefallenen Reichsverwesers Sten Svantesson Sture Rückhalt im Volk gehabt. Der 17-Jährige widersetzte sich aber trotz mehrwöchiger Gefangenschaft Wullenwevers Plänen.
Die benachbarten Hansestädte waren jedoch auch diesmal nicht bereit, Lübecks Krieg zu unterstützen. Im Juli 1534 trafen Wullenwevers Sendboten in Wismar, Rostock und Stralsund ein, wo sie die Bürger gegen ihren kriegsunwilligen Rat aufbringen sollten. Aufgehetzt durch Oldendorp bildeten sich in allen drei Städten Bürgerausschüsse, die die Bürgermeister, darunter in Stralsund Wullenwevers Kritiker Nikolaus Smiterlow, absetzten. Da die anfänglichen Erfolge einen leichten Gewinn zu versprechen schienen, traten die Städte dem Kampf gegen Dänemark bei, ohne allerdings die versprochenen Mittel jemals aufzubringen. Ihr mit der Aussicht auf eine Krone verlockter Landesherr Albrecht VII. von Mecklenburg entsandte Truppen, die Johann von Hoya, der Ehemann von Gustav Wasas Schwester Margarete, als sein „Statthalter“ anführte. Hoya hatte 1529 persönlich für die Rückzahlung der schwedischen Schulden gebürgt und sich deshalb 1533 mit seinem Schwager überworfen. Auch Hamburg, wo Marx Meyer für die Kriegsteilnahme warb, gewährte finanzielle Unterstützung. Die Dithmarscher sagten sogar die Entsendung von Truppen zu, machten dies jedoch von der Teilnahme der Städte abhängig.
Den ersten schnellen Siegen folgten jedoch bald kriegerische Misserfolge. Herzog Christian belagerte Lübeck. Ab Ende September unterband seine Blockade der Trave bei Travemünde jeden Handel. Wullenwevers Beliebtheit in der Stadt sank rapide und erste Klagen wurden laut, dass er auf niemanden mehr höre als auf den aus Hamburg gebürtigen Syndikus Oldendorp und seinen Feldherrn, den Hamburger Ankerschmied Marx Meyer. Wullenwever versuchte gegenzusteuern, indem er am 12. November 1534 den Bürgermeister Joachim Gercken, der als einer der wenigen abgesetzten Ratsherren in der Stadt geblieben war, wieder in den Rat berief. Am 18. November 1534 beendete der Frieden von Stockelsdorf den Krieg in Holstein, während mit Zustimmung aller Beteiligten in Dänemark weitergekämpft wurde. Die Bürgerschaft empörte sich wegen der wirtschaftlichen Folgen des Krieges und setzte den Rücktritt des Ausschusses und die Rückkehr der abgesetzten Ratsherren durch. Wullenwever verlor dadurch erheblich an Einfluss.
Nach seiner innerstädtischen Machteinbuße begab sich Wullenwever gemeinsam mit dem Ratsherrn Godeke Engelstede nach Kopenhagen, um von dort den Fortgang des Krieges zu koordinieren. Einen erneuten Machtzuwachs Dänemarks konnte er jedoch nicht verhindern, zumal zwischen den Verbündeten Unstimmigkeiten auftraten – meist um den ausbleibenden Sold, aber auch, weil Wullenwever auf der Suche nach Verbündeten gleich mehreren Fürsten, neben Christoph von Oldenburg und Albrecht VII. von Mecklenburg auch dem englischen König Heinrich VIII. und dem sächsischen Kurfürsten Johann Friedrich, die dänische Krone versprochen hatte.
Angesichts der Bedrohung hatte der dänische Reichsrat am 19. August 1534 Christian III. als König akzeptiert, dem es Anfang 1535 gelang, den Bauernaufstand in Jütland niederzuschlagen. Gleichzeitig nahm ein schwedisches Heer Marx Meyer in Helsingborg gefangen. Angesichts dieser Niederlagen schwand Wullenwevers Rückhalt in Lübeck weiter. Nach dem Untergang der Lübecker Flotte im Juni 1535 beschuldigten ihn ehemalige Anhänger des Verrats. Wullenwever fand jedoch immer noch Unterstützung in der Gemeinde.

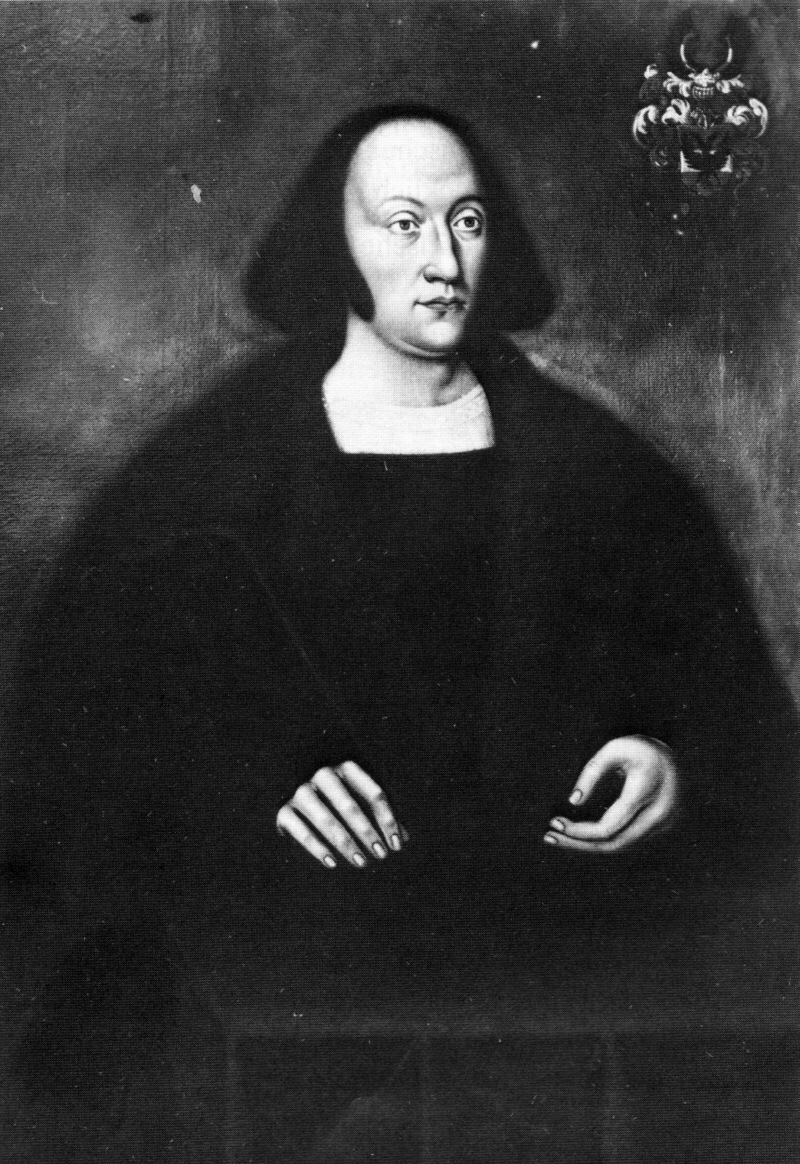
Nikolaus Brömse

Am 7. Juli 1535 traf ein kaiserliches Exekutional-Mandat ein, das die Wiederherstellung der alten Ordnung und Nikolaus Brömses Wiedereinsetzung binnen 45 Tagen forderte. Ein Großteil der Bürger und auch der Ratsherren ließ sich lange von Wullenwever überzeugen, dass sein Rücktritt damit nicht gemeint sei. In der Stadt kam es erneut zu Unruhen. Die beim Hansetag erst in Lüneburg und dann in Lübeck versammelten Vertreter der Hansestädte warnten die Lübecker vor der zu erwartenden Reichsacht. In dieser Situation verließ Wullenwever Mitte August die Stadt, um Herzog Heinrich V. von Mecklenburg, den Bruder von Herzog Albrecht VII., als Vermittler zu gewinnen. Herzog Heinrich verfasste tatsächlich Schreiben an den Kaiser und das Reichskammergericht. Als Wullenwever am 23. August zurückkehrte, hatten die Bürgerausschüsse und alle aus diesem Kreis in den Rat Gekommenen bereits ihren Rücktritt erklärt, „damit die Stadt Lübeck aus Noth bleibe“. Wullenwever fand sich gänzlich ohne Unterstützer. Am 26. August 1535, dem letzten Tag vor Ablauf des kaiserlichen Ultimatums, trat er schließlich zurück. Brömse versprach im Gegenzug, dass die Stadt beim lutherischen Glauben bleiben dürfe, wobei die Aufsicht über die Kirche von den von der Gemeinde gewählten Kirchenältesten auf den Rat überging. Nicht einmal die Armenfürsorge, die nach Bugenhagens Entwurf ein Kollegium von Gemeindegliedern übernehmen sollte, blieb in der Hand der Bürger. Allen, auch Wullenwever, wurde Amnestie zugesichert. Am 28. August 1535 zog Brömse in Lübeck ein.

### Ende
Auch nach seinem Rücktritt verhandelte Wullenwever weiter mit den Mecklenburger Herzögen um die Weiterführung des Krieges. In Lübeck allerdings wandten sich die meisten Anhänger von ihm ab. Um ihm einen ehrenhaften Rückzug zu ermöglichen, sollte er in Bergedorf den Posten des Amtmanns übernehmen, den normalerweise abwechselnd der jeweils dienstälteste Ratsherr von Lübeck und Hamburg innehatte. Diese Stelle hätte Wullenwever im September 1536 antreten können. Im Herbst 1535 verließ er trotz einer Warnung durch Joachim Gercken Lübeck, um Landsknechte, die im Hadelner Land auf ihren Einsatz warteten, nach Dänemark zu bringen zur Unterstützung der verbündeten dänischen Städte Kopenhagen und Malmö. Im November 1535 wurde er südlich der Elbe – das genaue Datum und der Ort sind nicht überliefert – im Auftrag des Erzbischofs von Bremen, Christoph von Braunschweig-Lüneburg, gefangen genommen und in der bischöflichen Burg Rotenburg inhaftiert. Zeitgenössische Chronisten wie Bernd Gysekes bezichtigten Brömse, Wullenwevers Festnahme inszeniert zu haben. Demnach soll Bernt van Melen, der ab 1534 die Ansprüche des sächsischen Kurfürsten in Lübeck vertrat, aber gleichzeitig auf Gelegenheit für seine persönliche Rache an Gustav Wasa wartete, Wullenwevers Abreise an Klaus Hermelink, den Vizekanzler des bremischen Erzbischofs, verraten haben. Hermelink wiederum hatte früher in Lübecker Diensten gestanden und pflegte engen Kontakt zu Brömse. Nach einigen von Hans Regkmann zitierten Schriftstücken habe Brömse selbst den Plan zum Justizmord mit Fürst Heinrich II. von Braunschweig-Wolfenbüttel geschmiedet. Er habe Wullenwever empfohlen, die Truppen, die die Lübecker ihren Verbündeten zugesagt hatten, persönlich in Empfang zu nehmen, Hermelink mit der Gefangennahme beauftragt und den Bischof von seiner Verabredung mit dessen Bruder benachrichtigt.
Zwischen Dezember 1535 und März 1536 wurde Wullenwever in Rotenburg an der Wümme mehrmals, zum Teil in Anwesenheit der Lübecker Ratsherren Nikolaus Brömse, Nikolaus Bardewik und Joachim Gercken, peinlich befragt. Unter der Folter gab er an, gemeinsam mit einigen anderen Mitgliedern des Bürgerausschusses eine Verschwörung gegen den Lübecker Rat und die Aufrichtung eines Täufer-Regiments nach Vorbild des Münsteraner Täuferreichs geplant zu haben. Diese Geständnisse soll ihm der dänische Rat Melchior Rantzau entlockt haben. Wullenwever widerrief alle erpressten Geständnisse kurz nach dem Verhör. Trotzdem wurden in Lübeck acht Mitstreiter aus dem Bürgerausschuss, darunter Ludwig Taschenmaker, der zugleich mit Wullenwever Bürgermeister geworden war, aber auch Harmen Israhel und Borchard Wrede, deren Namen nach der erfolgreichen Einführung der Reformation nicht mehr in den Akten erscheinen, daraufhin verhaftet. Sie wurden allerdings bereits nach wenigen Wochen in den Hausarrest entlassen, nachdem sie Urfehde geleistet hatten. Taschenmaker starb infolge dieser Haft. Zwei im Verhör als Wiedertäufer besagte Prediger „wurden nit angetast“. Syndicus Oldendorp, 1534/35 Wullenwevers wichtigster Vertrauter und Ratgeber und von diesem am stärksten belastet, entging ebenfalls der Verhaftung und konnte unbehelligt aus Lübeck fortziehen. Gegen Wullenwevers Gefangennahme und Folter protestierte der englische Gesandte Edmund Bonner im Namen seines Königs Heinrich VIII., der sich nach wie vor als Wullenwevers Verbündeter sah. Der Bremer Erzbischof ließ den Gefangenen daraufhin in das Herrschaftsgebiet seines Bruders Heinrich II. von Braunschweig-Wolfenbüttel bringen, der ihn auf Burg Steinbrück einkerkerte.
Erst anderthalb Jahre später, am 24. September 1537, veranstaltete Heinrich II. von Braunschweig-Wolfenbüttel beim endlichen Reichstag einen Schauprozess vor dem fürstlichen Landgericht am Tollenstein bei Wolfenbüttel. Dabei wiederholten die Ankläger die bei den vorherigen Verhören vorgebrachten Punkte: Die durch Hermelink vertretenen Lübecker Ankläger brachten Vorwürfe des Aufruhrs, Verrats und der Wiedertäuferei vor. Wullenwever habe mit Hilfe der Landsknechte Lübeck einnehmen, die alten Ratsherren um Brömse umbringen und die katholischen Einwohner berauben wollen, um mit seinen Anhängern ein Wiedertäuferregime aufzurichten. Von dänischer Seite wurde Wullenwever zudem des Kirchenraubs und Diebstahls in Lübeck beschuldigt. Zudem unterstellten sie ihm die Absicht, den dänisch-holsteinischen Adel ausrotten zu wollen. Dieser angebliche Plan, Lübeck aus dem Reich zu lösen und damit dem Kaiser zu stehlen, wurde einem Majestätsverbrechen gleichgesetzt. Auch diesmal widerrief Wullenwever das nach dem Verhör unter der Folter unterschriebene Geständnis bis auf die Fehde in Holstein. Da entgegen den Bestimmungen der Constitutio Criminalis Carolina das Todesurteil bereits festgestanden hatte, wurde er am selben Tag vermutlich am Hohen Gericht am Lechlumer Holz durch das Schwert hingerichtet; sein Körper wurde viergeteilt und auf vier Räder gelegt.

### Nachwirkungen
Lübeck führte den Krieg in Dänemark auch nach Wullenwevers Rücktritt und Gefangennahme zunächst weiter. Im Januar 1536 verhandelten die Bürgermeister Brömse und Gercken und der Syndicus Oldendorp in Hamburg mit König Christian III. über die Friedensbedingungen. Die Verantwortung schoben sie dabei ausschließlich Wullenwever und dem auf der Festung Varberg belagerten Meyer zu und erreichten damit am 14. Februar 1536 einen für Lübeck günstigen Friedensschluss. Lübecks Einfluss als „Königin der Hanse“ war damit vorbei. Marx Meyer hielt noch mehrere Monate auf der belagerten Festung Varberg aus, kapitulierte schließlich Anfang Juni 1536 und wurde hingerichtet. In Dänemark endete die Grafenfehde erst am 6. August 1536 mit der Kapitulation Kopenhagens.
In Lübeck ließ man nach Wullenwevers Hinrichtung ein Spottgemälde mit karikaturhaft überzeichneten Zügen anfertigen. Das Wappen zeigt einen Galgen, an dem ein Körperteil hängt, erläutert durch den lateinischen Text ILLE SCERERIS FERT POENAM HIC DIADEMA, auf Deutsch: „Der hier Abgebildete führt zur Strafe des Verbrechens diese Wappenzier.“ Die Übersetzung des lateinischen Textes unter dem Bild lautet: „Getreues Bildnis des Georg Wolweber, vormals Bürgermeisters von Lübeck, Aufrührers und Vorkämpfers von Verschwörern, der endlich im Herzogtum Braunschweig-Wolfenbüttel viergeteilt die verdienten Strafen erlitt. Und als er zur Hinrichtung geführt wurde, nach dem Leben gezeichnet. Im Jahre des Herrn 1537, am Montag vor Michaelis.“ Die mehrfache Betonung der Vierteilung, einer vor allem Hochverrätern zugedachten Strafe, zeigt deutlich, was der Auftraggeber dieses Bildes von Wullenwever hielt.
Wullenwevers Besitz wurde nicht eingezogen, wie es sonst bei Hingerichteten üblich war. Dies ist als Indiz dafür zu werten, dass die Hinrichtung in Lübeck nicht als rechtmäßig angesehen wurde. 1540 verklagten Hans und Joachim Wullenwever die Witwe ihres Bruders auf Herausgabe des Erbes. Da sie jedoch nur einen Beweis vorbrachten, dass sie seine „vulle broder“ seien, nicht jedoch belegen konnten, dass ihre Ansprüche die der Witwe überragten, wurden sie abgewiesen. Als Wullenwevers Witwe 1541 starb, fiel das Haus in der Königstraße an Nachkommen ihrer Schwester.
1536 wurde Joachim Wullenwever aus dem Hamburger Rat ausgestoßen. Im Zusammenhang mit dem Prozess gegen seinen Bruder, den er während der Grafenfehde und auch in dessen Gefangenschaft mit mehr als 20.000 Mark unterstützt hatte, wurde ihm Verrat vorgeworfen. Dazu trug auch sein Verhältnis mit Agneta Willeken, der ehemaligen Geliebten von Jürgen Wullenwevers Vertrautem Marx Meyer, bei. Er verlor zudem das Handelsmonopol für die Färöer. Joachim Wullenwever musste 1553 Hamburg verarmt verlassen und zog nach Malmö, wo er 1556 starb. Von Hans Wullenwever ist ein Sohn Michael bekannt, der 1565 im Prozess gegen Agneta Willeken aussagte.

## Rezeption
Wullenwevers Persönlichkeit und Wirken wurden im Laufe der Jahrhunderte sehr unterschiedlich beurteilt. Die zeitgenössischen Chronisten schilderten meist nur die schlichten Abläufe und beschrieben vor allem seinen offensichtlich schwierigen Charakter. Zur literarischen Gestalt und zum Ziel historischen Interesses wurde er erst im 19. Jahrhundert. Zwischen der Mitte des 19. Jahrhunderts und den 1930er Jahren wurde er Hauptfigur zahlreicher Schauspiele und Romane. Dabei erscheint er meist als tragischer Held, je nach Hintergrund des Verfassers im Sinne der Nationalromantik, des Neuluthertums oder der verschiedenen Ideologien des 20. Jahrhunderts verklärt. Eine kritische Auseinandersetzung findet sich fast nur in der wissenschaftlichen Literatur, ansatzweise bei Waitz und sonst erst nach 1945.

### Zeitgenössische Beurteilung
Bereits seine Zeitgenossen hinterließen uneinheitliche Beschreibungen, darunter solche über aufbrausendes Benehmen und Sturheit. Der Stralsunder Bürgermeister Smiterlow beispielsweise warnte ihn: „Herr Jorgen, ich bin bei vielen Handlungen gewesen, aber nie gesehen, das man so mid sachen, als ir thut, vorfahren, Ir werdet midt dem Kopffe an die Mauer lauffen, das ir auf dem Hindern werdet sitzen gehen.“ Der Ratssekretär Lambert Becker bewertete in seinem Bericht über die Tagfahrt nach Kopenhagen 1532 Wullenwevers Charakter und Verhalten ähnlich kritisch. Andere politische Gegner bezeichneten sein Vorgehen als aufrührerisch. Sehr geringschätzig urteilte auch Lambert von Dalen, ab 1533 der Wortführer derjenigen, die gegen Wullenwevers Politik protestiert hatten, in seinem Bericht über die Jahre 1530 bis 1537. In seinen Augen hatten sich die Bürgerausschüsse und besonders Wullenwever der Kriegstreiberei und der Blasphemie schuldig gemacht.
Nach Wullenwevers Tod beschrieb ihn Hermann Bonnus in seiner Chronika der vörnemlikesten Geschichte vnde handel der Keyserliken Stadt Lübeck von 1539 als „von Natur nicht ein Vngeschickter Mann“, aber dickköpfig und „gantz unbeständig in seinem Führnehmen“. Aufgrund seiner Charakterschwäche habe er nicht auf die vernünftigen langjährigen Ratsmitglieder hören wollen, sondern sich stattdessen von Marx Meyer vereinnahmen lassen. Andere Chronisten wie Reimar Kock, der die Grafenfehde als Lübecker Feldprediger miterlebt hatte und später Pastor der Petrikirche in Lübeck wurde, berichteten dagegen unvoreingenommener und teilweise auch wohlwollend über Wullenwever. Hans Regkmann beendete seinen Bericht über die Grafenfehde und Wullenwevers Hinrichtung gar mit dem ein Chronogramm enthaltenden Vers „Die von Lvbeck mögen an allen Tagen / den Tod des Jörg Wülnwebers beklagen.“

### 19. Jahrhundert
In der Vormärz genannten Epoche rückte Jürgen Wullenwever als Beispiel eines bürgerlichen deutschen Helden und Vorkämpfers gegen die Unterdrückung durch das Patriziat und eine als Fremdherrschaft empfundene monarchische Regierung in den Blickpunkt der Öffentlichkeit. Die erste Monografie über Wullenwever verfasste Friedrich Wilhelm Barthold im Jahr 1835. Sein Ziel war, „zwei tüchtige deutsche Männer, den Dictator der Hansen, Jürgen Wullenweber, und seinen Magister equitum, Marcus Meier, der Schande [zu entziehen], mit welcher kurzsichtige Zeitgenossen und indolente Nachkommen ihr Andenken gebrandmarkt haben“. Barthold verglich Wullenwever, bei ihm ein Kämpfer sowohl für die Demokratie als auch für das Evangelium, dem das kriegsmüde, „kleinmütige“ „veränderliche“ Volk die Gefolgschaft aufkündigte, mit Perikles. Für die militärische Niederlage machte er das fehlende gemeinsame Ziel der verschiedenen Söldnergruppen, aus denen das „Heer der Städte“ bestand, verantwortlich, für Wullenwevers Hinrichtung den Rachedurst des katholischen Adels und Verrat. Er schloss seinen Aufsatz mit dem von Regkmann überlieferten Vers. Bartholds Darstellung hatte großen Einfluss auf die literarische Bearbeitung des Themas in den darauffolgenden Jahrzehnten.

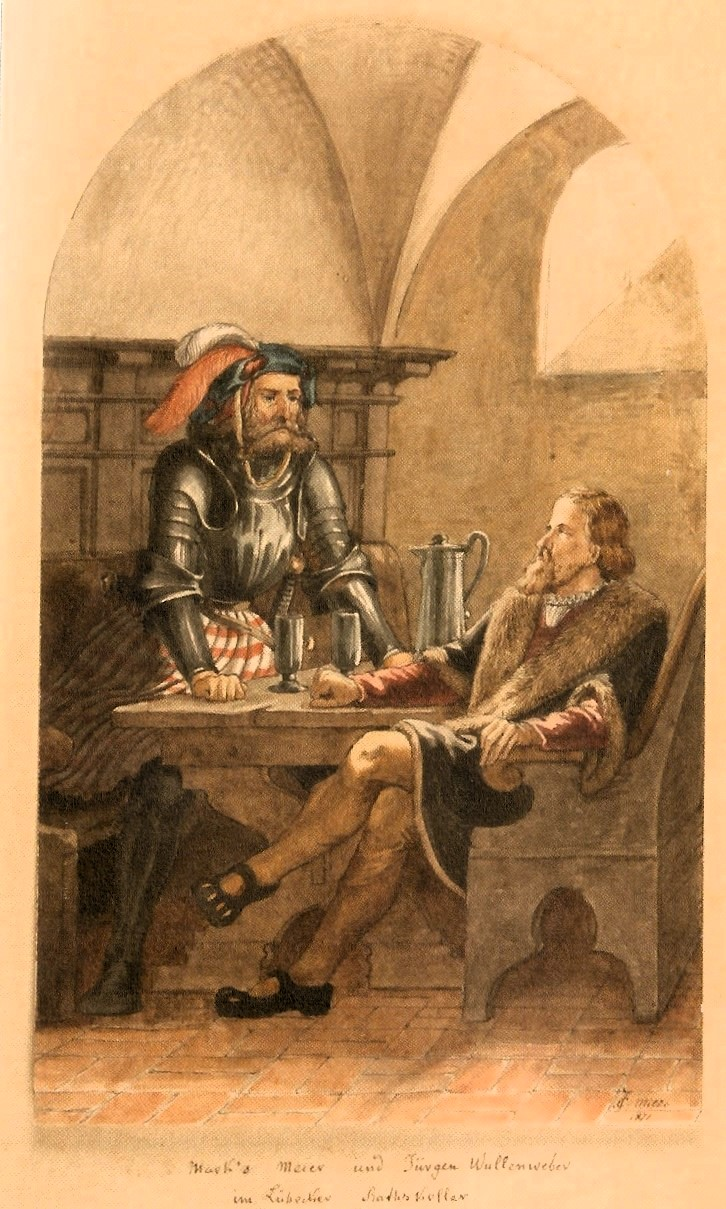
Wullenwever und Meyer in der Geibelschen Septembernacht (Carl Julius Milde, 1871)

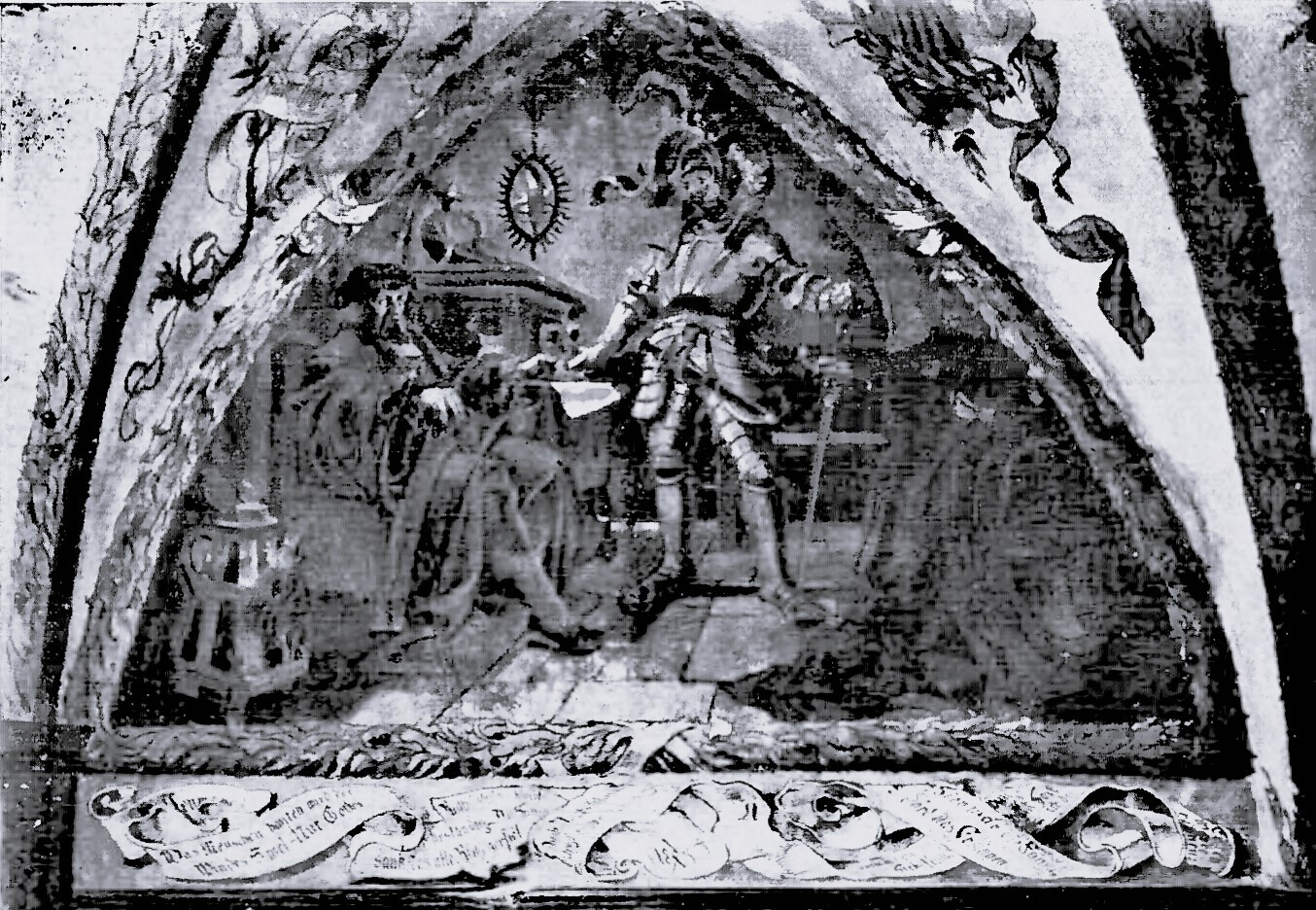
Geibelsche Septembernacht (Wandgemälde im lübeckischen Ratskeller von Willibald Leo von Lütgendorff-Leinburg, 1890; 1935 übertüncht)

Emanuel Geibel veröffentlichte 1845 im Morgenblatt für gebildete Leser das Gedicht Eine Septembernacht. Es thematisiert mit Wullenwevers und Marx Meyers Protest gegen das Königreich Dänemark und dessen Sundzoll die damals akute Schleswig-Holstein-Frage. Wullenwever und Meyer erscheinen als Symbole vergangener, aber auch ersehnter kommender deutscher Größe. Im Jahr darauf beschreibt Hermann Kunibert Neumann Wullenwever in seinem langen Gedicht Jürgen Wullenweber, der kühne Demagoge als Demagogen und Volkstribun im positiven Sinne, der dann den Märtyrertod stirbt.
Karl Gutzkow erklärte kurz nach der Märzrevolution, die er in Berlin miterlebt hatte, und dem Ausbruch der Schleswig-Holsteinischen Erhebung von 1848 im Vorwort seines Dramas Wullenweber, „dem deutschen Nationalgefühl […] erhebende Genugthuung“ verschaffen zu wollen, und rief das deutsche Volk auf, sich „nicht auf seine Staatsmänner, nicht auf seine Fürsten, sondern auf sich selbst zu verlassen“. Doch auch „das Dänenthum, dem Urquell unserer deutschen althistorischen Erinnerung so nahe stehend,“ wollte er durch die positive Darstellung der Anna Rosenkranz würdigen.
Nach den Revolutionsjahren 1848/49 erschienen weitere Werke über Wullenwever. Zunächst nahm Ernst Deecke Herrn Jürgen Wullenweber 1852 in seine Lübischen Geschichten und Sagen auf und lobpreiste darin Wullenwevers Heldentaten als Seefahrer und Teilnehmer des Kriegs gegen Christian II. Im selben Jahr beleuchtete Christian Friedrich Wurm anhand einiger Handschriften aus der Sammlung von Robert Bruce Cotton die Beziehungen Heinrichs VIII. zu Marcus Meyer und Jürgen Wullenwever, wobei er spekulierte, dass der „Doctor Adamus“, den die Lübecker 1534 als Abgeordneten nach England sandten, mit Otto von Pack, dem Urheber der Packschen Händel, identisch sei.
Ausführlich behandelte der Historiker Georg Waitz Lübeck unter Jürgen Wullenwever und die europäische Politik in seinem 1855/56 erschienenen dreibändigen Werk. Er war Mitglied der holsteinischen Ständeversammlung und hatte sich 1846 für die Unteilbarkeit Schleswig-Holsteins ausgesprochen. Angeregt durch Caspar Paludan-Müllers Beschäftigung mit den dänischen Quellen zur Grafenfehde, die 1853 als Grevens Fejde, skildret efter trykte og utrykte Kilder veröffentlicht wurden, erschloss er in deutschen und niederländischen Archiven vorliegendes Material. Waitz äußerte zwar Sympathie für den „kühnen“ Wullenwever und dessen „kräftige, warme Ueberzeugung von der Wahrheit der evangelischen Lehre“, zeichnete in seiner quellenorientierten Darstellung jedoch ein differenzierteres Bild als Barthold und widerlegte die von Deecke verbreiteten Sagen. Durch die beigegebene Edition zahlreicher bis dahin ungedruckter Quellen ist Lübeck unter Jürgen Wullenwever und die europäische Politik nach wie vor die wichtigste Quellensammlung zu Wullenwever und seiner Zeit und Grundlage aller späteren wissenschaftlichen Publikationen.
Ebenfalls 1856 erschien der dreibändige Roman von Ludwig Köhler, der wie Bartholds Monographie, aus der er im Vorwort zitiert, eine Ehrenrettung oder eher Verherrlichung darstellt. Auch Adolf Calmberg widmete sein Schaugedicht von 1862 dem Andenken an Barthold, „den wackren Freund des deutschen Bürgerthum“. Diesem folgend, schilderte er Wullenwever als einen aufrechten, nur dem eigenen Gewissen verpflichteten lutherischen Bürger, während sich sein Gegenspieler, der altgläubige Patrizier Brömse, zur Aufrechterhaltung seiner Stellung auf den Kaiser, eine „fremde Macht“, beruft und nicht vor dem Einsatz unlauterer Mittel zurückschreckt.
In Heinrich Kruses Trauerspiel Wullenwever von 1870 ist dieser „ein schlichter deutscher Mann“ im Kampf für das „Deutsche Vaterland“ und nicht zuletzt „der Hansa letzter Held und Märtyrer“. Sein Gegenspieler ist weniger der mit der katholischen Kirche verbündete Bürgermeister Brömse, sondern vielmehr Lambert von Dalen, der als geradezu biblischer Versucher auftritt, womit Wullenwever messianische Bedeutung verliehen werden soll. „Doctor Oldendorp“ wird als Verräter dargestellt, und auch der leichtfertige Marx Meyer in ein eher schlechtes Licht gerückt. Kruse spielt außerdem auf den Deutsch-Französischen Krieg an.
Der Chemnitzer Lehrer Anton Ohorn, ein 1872 zum Luthertum konvertierter Priester, veröffentlichte 1881 den Aufsatz Jürgen Wullenwever in Geschichte und Dichtung, in dem er die Reformationsunruhen in Lübeck parallel zu Bauernkrieg und Ritterkrieg als „soziale[n] Kampf“ in Folge von Luthers Von der Freiheit eines Christenmenschen darstellte und Wullenwevers Hinrichtung als vom katholischen Patriziat angeregten „Justizmord“. Nach einer kurzen Zusammenfassung der geschichtlichen Ereignisse stellte er die bis dahin erschienene Literatur vor. Auch in seinem erstmals 1892 erschienenen Jugendroman Der Bürgermeister von Lübeck erscheint Wullenwever als „Mann des Volkes“ ohne jeden Makel. Die Liebesgeschichte der hier noch unverheirateten Elisabeth Pynne, die mit Lambert von Dahlen verlobt ist, sich jedoch Wullenwever und dem evangelischen Glauben zuwendet, begründet bei Ohorn Dahlens Hass auf Wullenwever, der schließlich zu dessen Verrat und Hinrichtung führt. Das von Theodor Rocholl illustrierte Buch wurde in den 1920er und 1930er Jahren erneut aufgelegt.

### 20. und 21. Jahrhundert
Obwohl Dietrich Schäfer in der Allgemeinen Deutschen Biographie 1898 urteilte: „Zu einem wirklich bedeutenden Manne fehlte ihm so gut wie Alles“ und ihn als politischen Dilettanten schilderte, blieb die heroisierende Stilisierung Wullenwevers als tragisch gescheiterter Kämpfer gegen jegliche Unterdrückung bis in die ersten Jahrzehnte des 20. Jahrhunderts verbreitet. Beispielsweise erscheint er in Ehm Welks Roman Gewitter über Gotland 1926 ähnlich wie die Likedeeler verklärt zum Sozialrevolutionär. Häufig wurde Wullenwever dabei in der Folge der Darstellung bei Waitz als Aufsteiger charakterisiert, was, wie oben dargestellt, auf einem Missverständnis beruhte.
Schäfers Ansicht schloss sich 1931 der Archivar Gottfried Wentz an, der im Zusammenhang mit seiner Herausgabe der Hanserezesse der Jahre von 1532 bis 1536/37 die Zeit von Wullenwevers „Prinzipat“ von Frühjahr bis Herbst 1534 behandelte. Er beurteilte Wullenwever als „politische[n] Parvenü“, der durch seinen Alleingang in der Grafenfehde den Niedergang Lübecks und der Hanse insgesamt beschleunigt habe.

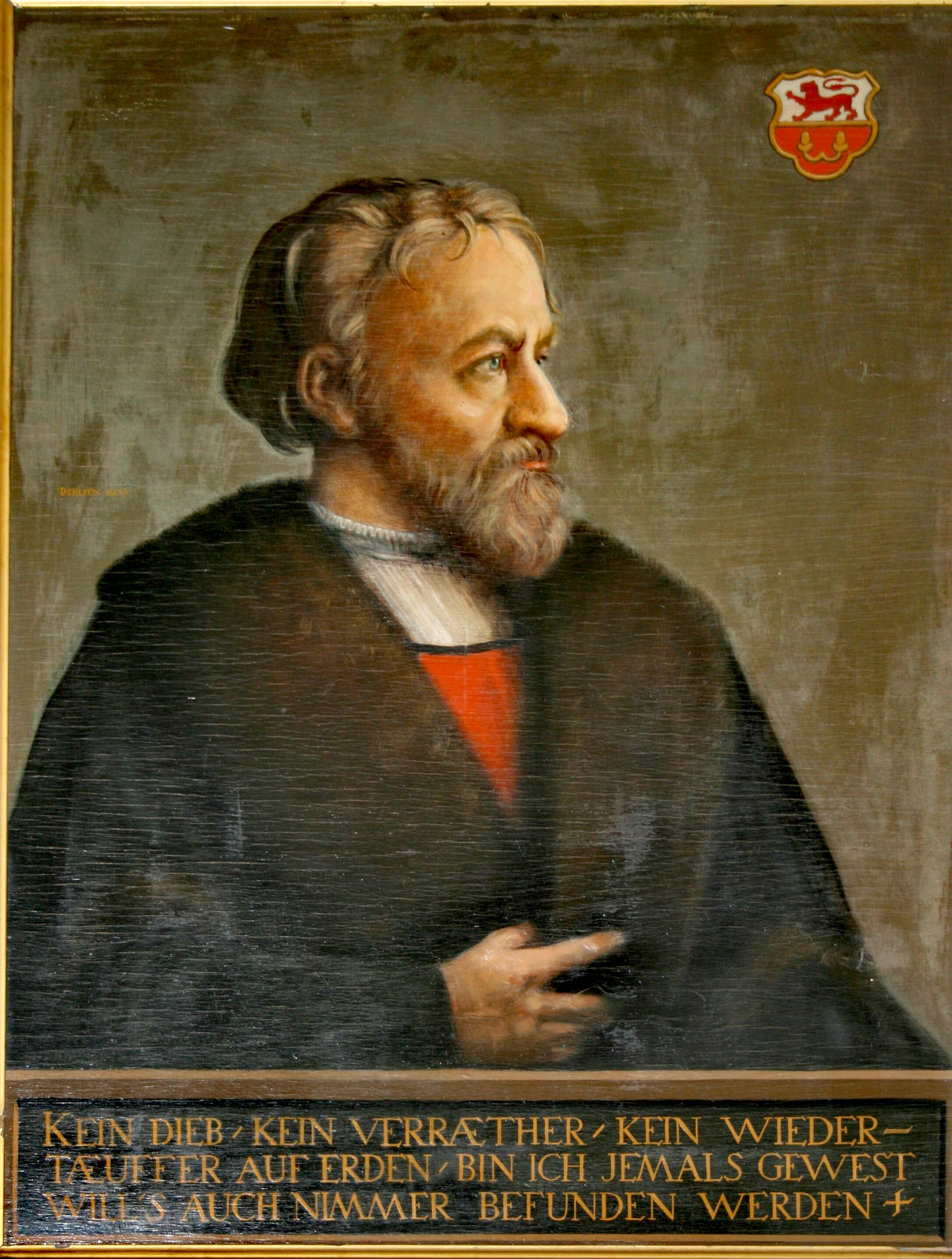
Wullenwever auf einem Gemälde von 1937 im Lübecker Rathaus

Nach 1933 wurde die Gestalt des Jürgen Wullenwever so wie die Hanse insgesamt von der nationalsozialistischen Traditionsbildung vereinnahmt. Zum vierhundertsten Jahrestag von Wullenwevers Hinrichtung malte Charles Derlien in Anlehnung an das Spottgemälde von 1537 ein neues Porträt von ihm, das ihn als heldenhaften Arier und – anders als 1537 – mit strahlenden blauen Augen darstellte. Die Unterschrift hier ist sein Widerruf vor der Hinrichtung: „Kein Dieb / kein Verräter, kein Wiedertäuffer auf Erden / bin ich jemals gewest / wills auch nimmer befunden werden“, den er an die Wand seiner Gefängniszelle geschrieben haben soll. Bezeichnenderweise fehlt die zweite Hälfte des Textes, eine Anrufung Jesu Christi als Zeugen der Wahrheit. Mit Jürgen Wullenwever von Hugo Paul Uhlenbusch (1937) und Jürgen Wullenwever – Erzählung aus der deutschen Hansezeit von Adolf Lindemann (1943) erschienen zwei propagandistische Jugendromane. Georg Fink, der Direktor des Stadtarchivs, pries Wullenwever als „hinreißende[n] Volksmann“ und im Zweiten Weltkrieg diente er zum Beispiel für das Durchhalten trotz Niederlagen.
Die marxistisch-leninistischen Geschichtsschreibung der DDR machte aus dem Sozialrevolutionär Wullenwever einen Helden im Klassenkampf. Ihr galt er ähnlich wie Thomas Müntzer als Protagonist der frühbürgerlichen Revolution. Seine Gefangennahme 1535 kennzeichnete zusammen mit der Niederschlagung des Täuferreichs von Münster im selben Jahr die „absteigende Linie der Klassenkämpfe“. Andere Schriften waren weitgehend unpolitisch: Der in Greifswald lehrende Kirchenhistoriker Hellmuth Heyden behandelte 1966 Jürgen Wullenwevers „Grafenfehde“ und ihren Auswirkungen auf Pommern in einem Aufsatz. Der Greifswalder Historiker Günter Korell promovierte 1977 mit einer von Johannes Schildhauer betreuten Dissertation über Jürgen Wullenwewer – eine Persönlichkeit der Zeit der frühbürgerlichen Revolution. Die Ergebnisse seiner Dissertation fasste er in der vor allem auf den bei Waitz publizierten Quellen beruhenden Monographie Jürgen Wullenwever. Sein sozial-politisches Wirken in Lübeck und der Kampf mit den erstarkenden Mächten Nordeuropas zusammen, die besonders die verschiedenen Verhandlungen chronologisch darstellt. In Heinz-Jürgen Zierkes „historischer Erzählung“ von 1982 reflektiert Wullenwever kurz vor seinem Tod über sein Leben. Die Erzählung enthält etliche historische Ungenauigkeiten, so wird Wullenwever auf der Reise nach Bergedorf festgenommen und sein Gefängnis auf die Asseburg verlegt.
In Westdeutschland untersuchte Hans Thieme 1953 den Prozess gegen Wullenwever aus juristischer Sicht und kam dabei zu dem Schluss, das Urteil „entbehrt jeden Rechtsgrundes“. Der Lübecker Stadtarchivar Ahasver von Brandt beurteilte Wullenwever sehr negativ und stellte ihn unter Aufnahme von Neumanns Begrifflichkeit in die „Reihe der Volkstribunen, Demagogen und Diktatoren“, die aus „tragischer Notwendigkeit“ das Ende der bisherigen Gesellschaftsordnung herbeiführen. Heinrich Wullenwever, der sich als Namensvetter mit der Familiengeschichte beschäftigte, gelang es 1962, die Herkunft der Familie aus Perleberg zu rekonstruieren. Er würdigte den Beitrag der Brüder Wullenwever zur Einführung der Reformation in Hamburg und Lübeck. Brandts Beurteilung stellte er anhand zeitgenössischer Chroniken, aber auch in Rückberufung auf Fink, ein positiveres Bild von Jürgen Wullenwever als einem an den Umständen gescheiterten Idealisten gegenüber.
Rainer Postel stellt in seinem 2010 erschienenen Aufsatz die Frage Jürgen Wullenwever – Demokrat oder Demagoge?, beantwortete sie aber letztlich nicht. Ein Kämpfer für soziale Gleichheit sei Wullenwever jedenfalls nicht gewesen, denn obwohl er seinen Aufstieg zum Sprecher des Bürgerausschusses vor allem den Stimmen der Handwerker verdankt habe, habe er sie bei der Ratsneubildung übergangen. Wullenwevers Hinrichtung bewertet Postel „als exemplarische[n] Sieg der ständischen Ordnung in Stadt und Land über ihre politisch-sozialen Bedrohungen. Es war zugleich beispielhaft für den Erfolg der aufsteigenden Territorialgewalten über den Selbstbehauptungswillen der Städte. Und es war […] ein demonstrativer Akt gegen die Reformation und ihre Anhänger.“

## Literarische Adaptionen (Auswahl; chronologisch)
- Emanuel Geibel: Eine Septembernacht. In: Juniuslieder. 1848 (projekt-gutenberg.org).
- Hermann Kunibert Neumann: Jürgen Wullenweber, der kühne Demagoge. Leipzig 1846.
- Karl Gutzkow: Wullenweber. Geschichtliches Trauerspiel in fünf Aufzügen (= Dramatische Werke. Band 6). Leipzig 1848 (digitale-sammlungen.de).
- Ludwig Köhler: Jürgen Wullenweber. Historischer Roman in sieben Büchern. Leipzig 1856.
- Adolf Calmberg: Jürgen Wullenweber, Bürgermeister von Lübeck. Ein Schaugedicht. Leipzig 1862 (digitale-sammlungen.de).
- Heinrich Kruse: Wullenwever. Trauerspiel in fünf Aufzügen. Leipzig 1870 (google.de).
- Anton Ohorn: Der Bürgermeister von Lübeck. Leipzig 1892.
- Fritz von Unruh: Jürgen Wullenweber. Drama. 1910.
- Franz Fromme: Juergen Wullenwever und Marks Meyer. Een nedderduetsch Spill. 1924.
- Ehm Welk: Gewitter über Gotland. Roman. 1926. (1927 von Erwin Piscator für die Bühne bearbeitet).
- Ludwig Tügel: Juergen Wullenwever, Lübecks großer Bürgermeister. Biografie. Jena 1926.
- Hugo Paul Uhlenbusch: Jürgen Wullenwever. Roman. Alemannen Verlag, Stuttgart 1937.
- Adolf Lindemann: Jürgen Wullenwever. Erzählung aus der deutschen Hansezeit. Enßlin & Laiblin, Reutlingen 1942.
- Heinz-Jürgen Zierke: Jürgen Wullenwever. In: Eine livländische Weihnachtsgeschichte. Zwei historische Erzählungen. VEB Hinstorff Verlag, Rostock 1982.

## Namensgeber
Zwei Straßen sind nach Jürgen Wullenwever benannt: 1922 die Jürgen-Wullenwever-Straße im Lübecker Stadtteil St. Gertrud und schon 1901 die Wullenweberstraße im Berliner Stadtteil Moabit, 1957 erweitert um die daran anschließende Fußgängerbrücke Wullenwebersteg.
Die angebliche Umbenennung des als Buddenbrookhaus in der Mengstraße 4 bekannten Gebäudes in Wullenweberhaus in der Nazi-Zeit, gegen die Thomas Mann in einer BBC-Ansprache 1942 protestierte, beruht dagegen auf einem Missverständnis seitens Thomas Mann. Unter der nationalsozialistischen Regierung war das Haus nach Bruno von Warendorp benannt worden, einem langjährigen Lübecker Bürgermeister im 14. Jahrhundert und tatsächlich Vorbesitzer des Hauses.
Das 1954 gegründete SPD-nahe Lübecker Druckunternehmen Wullenwever-Druck knüpfte an die sozialrevolutionäre Interpretation Wullenwevers an.
In Thomas Manns Roman Buddenbrooks heißt eines der Schiffe in Diensten der Firma Buddenbrook Wullenwever.